# Balduino de Azevedo Feio
Balduino de Azevedo Feio (Rio de Janeiro, 18 de junho de 1876 – Rio de Janeiro, 9 de maio de 1940) foi um médico brasileiro.
Foi eleito membro da Academia Nacional de Medicina em 1915, ocupando a cadeira 99, que tem Oscar Frederico de Souza como patrono.